# Будинок на Золотому кільці
Будинок Золотого кільця є будівлею в стилі готики та ренесансу в Старому місті Праги, на вулиці Тинській (Týnská 6, № 630), за Тинської костелом, менш ніж за сто метрів від Староміської площі. Від вузького головного фасаду з проходом тягнеться довга ділянка вздовж вулиці Тинської. Палац Грановських (№ 639) примикає до нього з півдня, утворюючи своїми аркадами північний бік Тинського двору. Будинок входить до складу комплексу Митниці Унгельт, що складається з 18 будівель у Старому місті в історичному центрі Праги, який є об'єктом Всесвітньої спадщини ЮНЕСКО.

## Історія
Точний час побудови будинку невідомий. Найдавніші згадки про будинок походять з 14 століття і пов'язані з іменами Детріха Рехцера та Томашека, празького бургомістра виноградників.
У 16 столітті будинок належав Яну Каше з Адама і Лукаша. Від первісного готичного будинку збереглися лише вхідний портал, мазанка (відомо, що тут подавали пиво і вино) і кілька фрагментів (наприклад, дерев'яна стеля у хрестовому крилі першого поверху). Близько 1609 року будинок був суттєво перебудований у ренесансному стилі, що надало йому сучасного вигляду. Саме тоді був створений аркадний дворик з тосканськими колонами та склепіннями. Пізніше, однак, були зроблені зміни в стилі бароко.

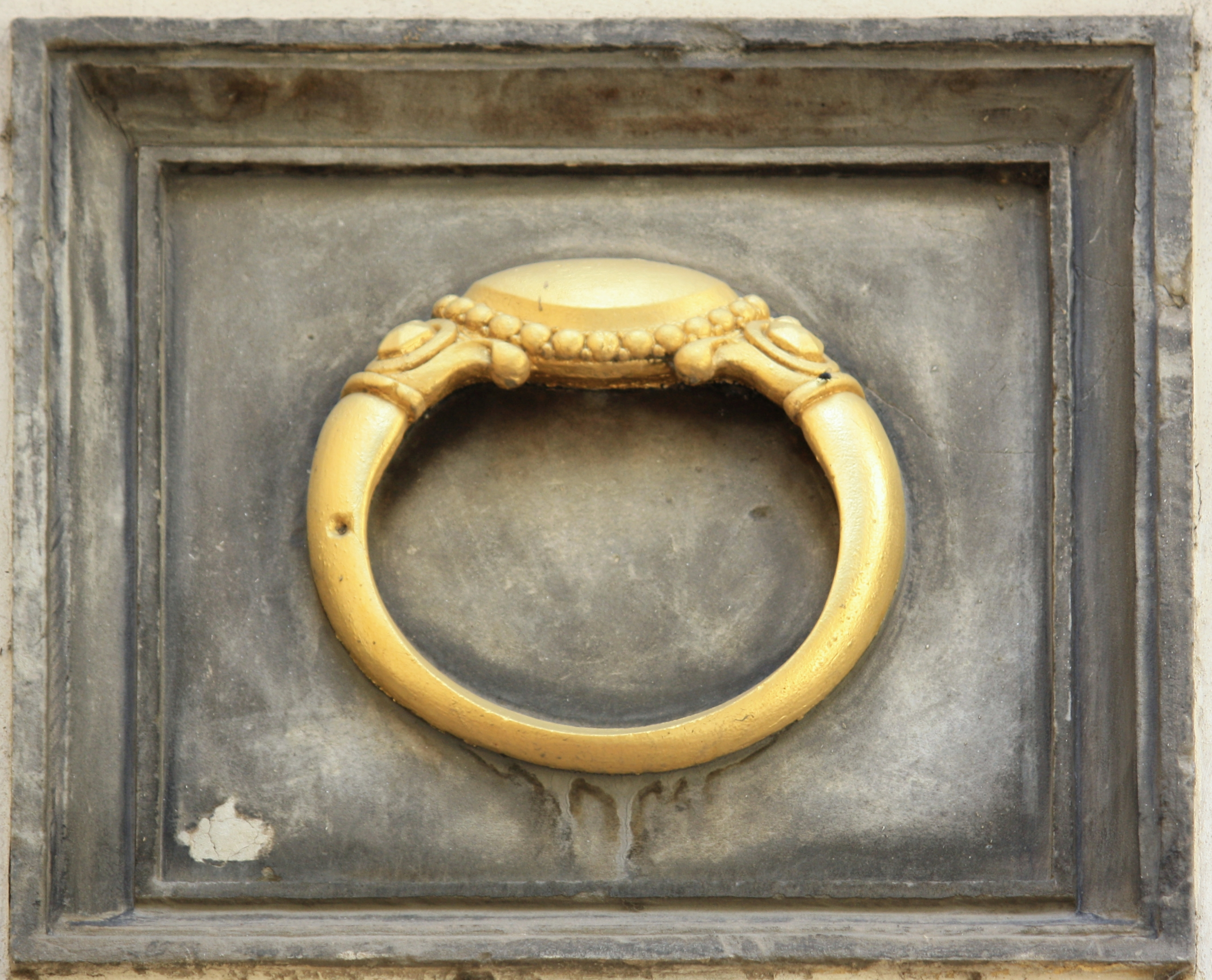
Знаки будинку

## Реконструкція
У 1990-х роках була проведена комплексна реконструкція для потреб Празької міської галереї, під час якої намагалися зберегти всі готичні риси та підкреслити ренесансний характер. Реконструкцію завершив видатний чесько-хорватський архітектор Владо Мілуніч. Будинок був відкритий для відвідувачів у 1998 році як виставковий зал. Він пристосований для людей на інвалідних візках, має два ліфти. У 2016 році будівля була передана в управління Музею столиці Праги.
Будинок названо на честь будинкового знаку, який з'явився лише у 17 столітті. За легендою, перстень впустив на землю один з привидів Старого міста, його знайшов міщанин і повісив над дверима свого будинку.